# Alfarería en Valladolid

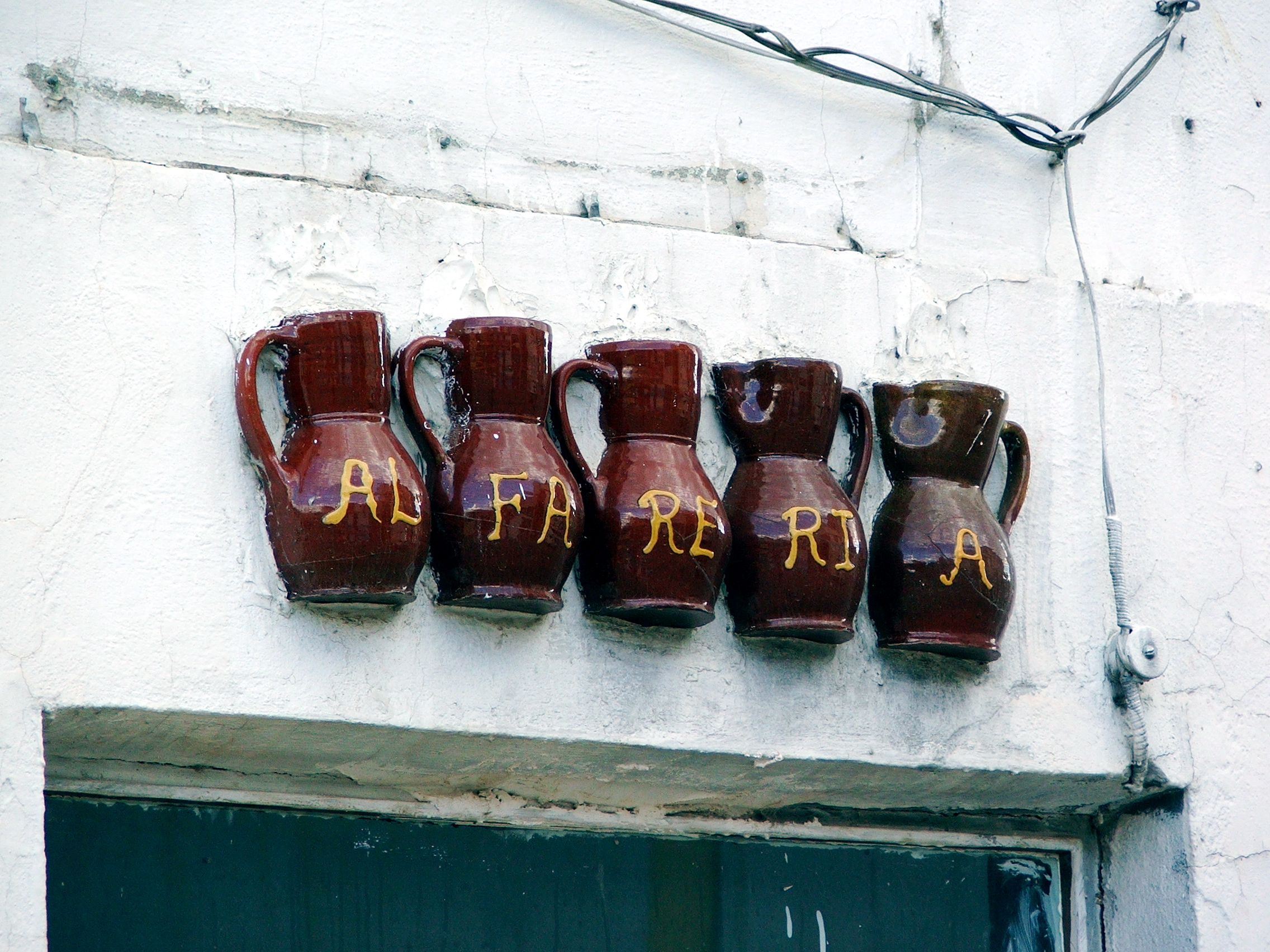
Rótulo de la Alfarería de Tudela de Duero (Valladolid)

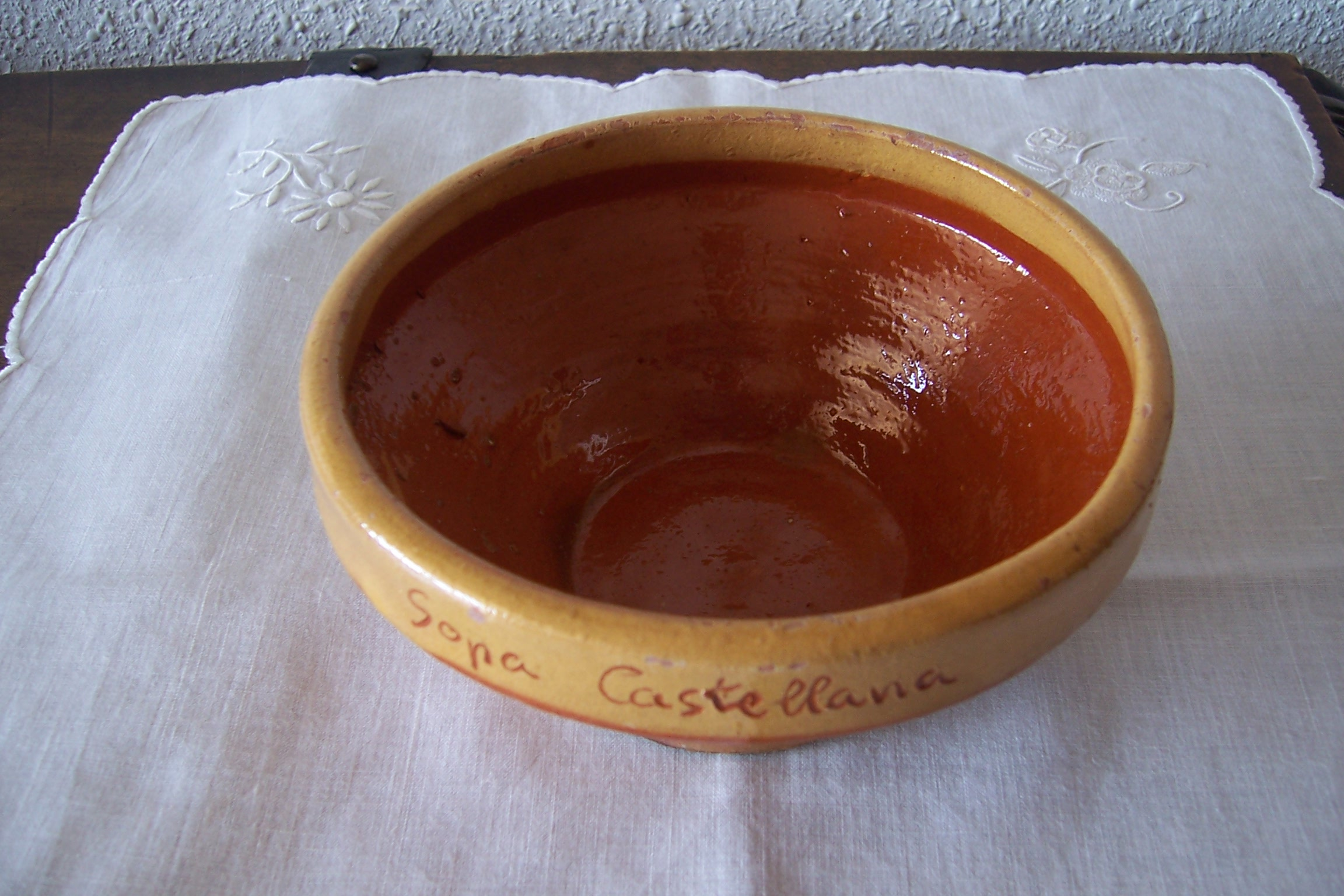
Cuenco de barro para sopa castellana de Arrabal de Portillo (Valladolid).

El conocimiento de la alfarería en Valladolid se debe a la existencia de documentos históricos y a los descubrimientos y estudios arqueológicos. Su investigación constata que en esta ciudad hubo asentamientos de alfareros mudéjares desde el siglo XII. Los alfares mantuvieron su actividad a lo largo de la Edad Media variando su estilo y producción en los siglos siguientes. Esta producción en mayor o menor medida ha estado vigente hasta finales del siglo XX.
En los momentos de mayor florecimiento, la alfarería dio lugar a la formación de barrios artesanales con dedicación plena, a cofradías y al título o rótulo de algunas calles que definía claramente el oficio de sus vecinos.

## Historia y arqueología
El alfar más antiguo localizado en la ciudad es un horno romano para fabricación de tejas, situado en el lugar que siglos más tarde tomaría el nombre de Bajada de la Libertad.
A partir del siglo XII se produjo el asentamiento en Valladolid de grupos de mudéjares en su mayoría procedentes del Reino de Toledo. Eran grupos de artesanos entre los que se contaban los alfareros. Existe un documento de 1397 en que se da noticia del alfarero Moro Maestre Haçan y a partir de esta fecha ya se habla claramente de los mudéjares y los alfares.

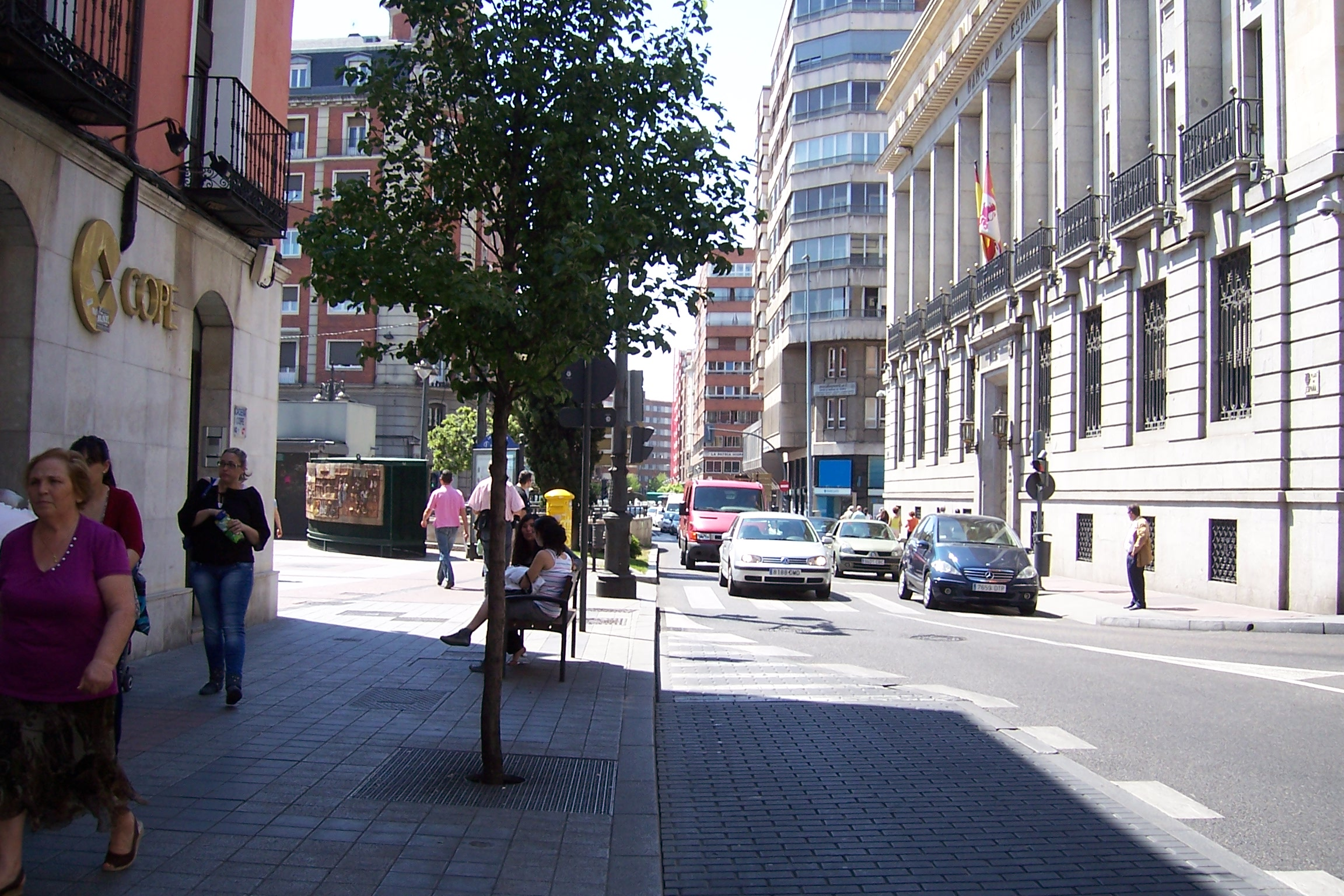
Final de la calle Olleros (nombre antiguo) desembocando en lo que fue el mercado del Campillo (después se ha llamado al espacio plaza de España). A la izquierda de la foto estarían ubicados los alfares descubiertos en 1989.

En 1983, cuando se realizaban unas obras para la toma de agua del servicio de bomberos en la calle del Duque de la Victoria se descubrió gran cantidad de fragmentos de cerámica, algunos de tamaño considerable y en buen estado de conservación, al parecer relacionados con los talleres de cerámica verde y manganeso del país valenciano. Esta calle se abrió en el siglo XIII con el nombre de calle de los Olleros. La calle de Olleros terminaba en un espacio que servía de mercado llamado el Campillo de San Andrés; en ella tenían sus talleres y hornos los fabricantes de ollas y pucheros de barro a los que vulgarmente se conocía como olleros. En 1856 el Ayuntamiento decidió cambiar el nombre antiguo por el que tiene actualmente. El descubrimiento arqueológico fue muy importante para el estudio de la alfarería de los siglos XIII y XIV; las formas, acabados y otros detalles demuestran que hubo una producción novedosa en la cerámica medieval vallisoletana. Fue muy interesante al mismo tiempo el descubrimiento de un testar —lugar donde se van depositando las piezas rotas o defectuosas—.

Una nueva excavación arqueológica en 1989, en el número 23 de esta misma calle sacó a la luz un espacio todavía mayor que el anterior que guardaba un conjunto amplio de cerámica y varios hornos cuya tipología se estimó muy interesante. Este yacimiento se fechó entre los siglos XIII y XIV. Las obras encontradas fueron definidas como originales y novedosas cuyo estilo procedía de Toledo, introducido por los propios artesanos mudéjares inmigrantes que se habían establecido en Valladolid. Se las describe como realizadas con torno rápido, con arcillas cocidas a 900 grados en ambientes oxidantes. 

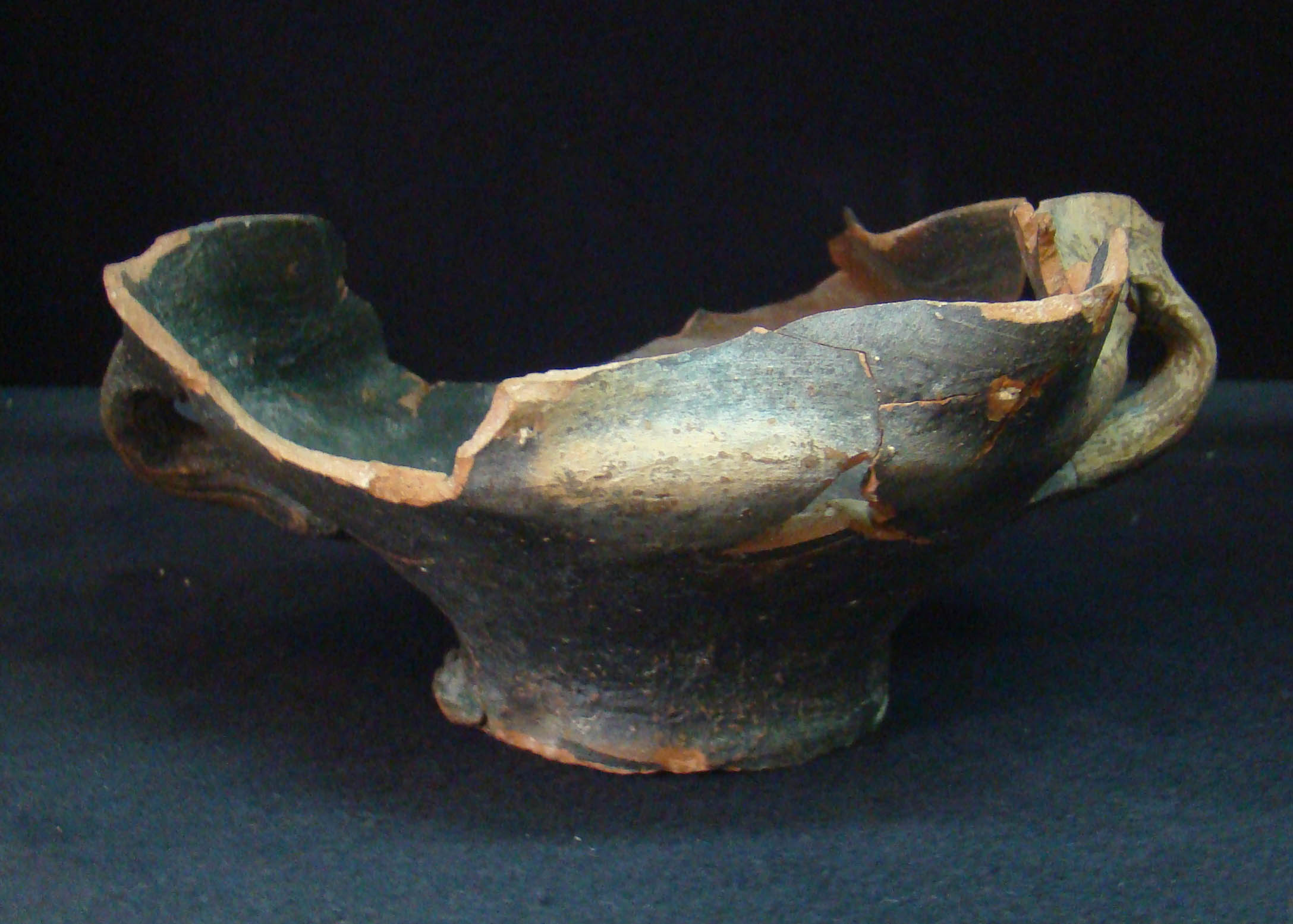
Salero de pellizco

Lo que verdaderamente las especifica como trabajo novedoso es el acabado pues presentan en las superficies un aspecto metalescente-irisado (brillo metálico). Las formas halladas son variadas: jarros, huchas, cántaros, redomas, etc. La pieza más representativa de este conjunto es la taza que servía como salero cuya boca está lobulada por seis pellizcos. Esta pieza con estas características no se ha encontrado en otros yacimientos de la región; su origen habría que buscarlo en Aragón, Paterna, Manises y sureste de Francia.

## Ubicación de otros alfares

### Plaza de España (Campillo) y barrio de Santa María
En 1412 la reina Catalina de Lancaster dictó unas normas de separación de los ciudadanos por las que la población mudéjar tuvo que desplazarse y concentrarse hacia el sur de Valladolid, en lo que era la plaza del Campillo con su mercado (Plaza de España con el cambio de nombre) y calles adyacentes que vendrían a constituir el nuevo barrio de Santa María, la nueva morería. En este barrio florecieron las alfarerías y sus calles fueron tomando el nombre de los oficios allí asentados: calle de Alfareros, que en 1902 tomó el nombre de Calle de Claudio Moyano; calle de Alcalleres, que mantiene el nombre, entre la calle Alfareros y la de Caldereros —que después tomó el nombre de Montero Calvo—; esta calle estaba repleta de alfarerías y tenía gran abundancia de callejuelas a su alrededor cuyo conjunto era conocido vulgarmente como los alcalleres.
La actividad continuó con la producción popular de cacharros de barro pero pronto hubo un cambio de tecnología y demanda que dio paso a la loza. Se consiguió un tipo de cerámica de mayor calidad, fácil de limpiar que sustituyó paulatinamente los viejos servicios de mesa fabricados en los antiguos alfares de la calle de Olleros. El proceso de fabricación fue la doble cochura, siendo la segunda menos intensa y con aplicación de esmalte. Esta nueva forma de fabricación no fue un invento de los alfareros vallisoletanos sino influencia de la loza de Levante y Aragón; de esta loza fueron copiadas tanto las formas como la decoración. A partir de ese momento la producción consistió en los servicios de mesa con acabados en verde y morado o en azul y en dorado y con decoración de elementos geométricos, zoomorfos, vegetales y heráldicos; esta decoración se mantuvo durante todo el siglo XV hasta principios del XVI en que poco a poco fue desapareciendo para dar paso a una nueva moda que coincide con la llegada de los Austrias. Se trata de un acabado a base de óxidos de plomo y estaño llamado vedrío blanco (vidriado blanco).
A mediados del siglo XVI los alfares del barrio de Santa María comenzaron a crear piezas al estilo de Talavera que por aquellos tiempos era la vanguardia de la moda en cerámica, tanto en diseño como en acabado. Aunque no todos los alfares se dedicaron a piezas más finas y elaboradas; muchos siguieron con la fabricación de barro de uso cotidiano para servicio de cocina o vajillas de mesa, para almacenaje y para transporte. Todas estas piezas eran necesarias para uso de las clases menos privilegiadas y tenían una gran demanda.

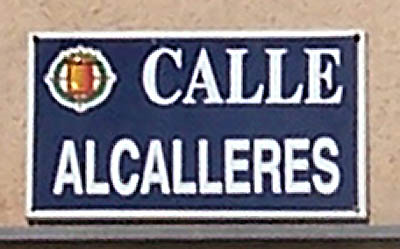
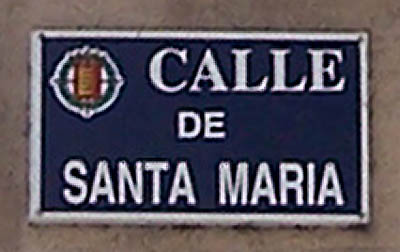
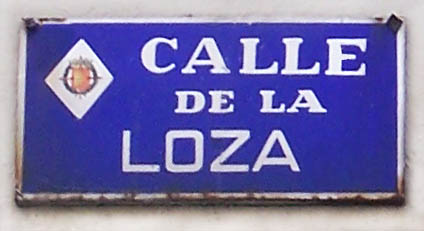

### De 1601 a 1612
En 1601 el rey Felipe III trasladó la corte a Valladolid, lo que trajo consigo un aumento de la población y una gran demanda en el sector de la construcción. La influencia toledana sobre los alfareros de Valladolid se vio agrandada con la moda de la azulejería como elemento de decoración en las casas nobles y conventos. Respecto a este tema fue muy importante la llegada de los alfareros Hernando de Loaysa y Alonso de Figueroa que fabricaron azulejerías para el palacio Real, el palacio de Fabio Nelli, los conventos de Santa Isabel, Santa Catalina y Porta Coeli.
En 1612 tuvo lugar en tierras castellanas la expulsión de los moriscos. Aunque la actividad alfarera no se detuvo sí hubo ciertos cambios en la morfología de las piezas que se llegaron a hacer más simples desapareciendo características mudéjares, como los pies retorneados que hacían realzar sus perfiles. Los hornos alfareros del barrio de Santa María continuaron fabricando las imitaciones de la loza talaverana además de las dos piezas esenciales en cualquier ajuar doméstico: la cazuela y el puchero.

### Barrio de la Victoria
De nuevo unas obras realizadas en el subsuelo de la ciudad sacaron a la luz yacimientos arqueológicos de alfarería, datados en la Edad Moderna. En 1985 fueron las obras del Parque de Bomberos y en el 2006 las de la Avenida de Gijón muy cerca de lo anterior. A juzgar por los productos encontrados en las excavaciones parece que en la primera estaban especializados en cántaros, mientras que en la segunda excavación del 2006 junto a piezas corrientes de servicio de mesa se encontraron unas jarras alargadas con asa baja, de diferentes tamaños, identificadas como medidas. Junto a estas jarras aparecieron unos platillos en cuyo reverso puede verse estampado el símbolo que identifica a Valladolid: tres jirones. Todo esto hace suponer a los estudiosos que aquel alfar estaba dedicado a la fabricación de medidas oficiales de la época.

### Otros alfares
Relacionado con la alfarería está la zona llamada Portales de la Cañería, entre la plaza de la Rinconada y la del Ochavo (acera frente a la de Especerías). En este lugar se vendían caños de barro, cántaros y cazuelas.
En el epígrafe alfareros del Catastro del Marqués de la Ensenada se señala la actividad alfarera del siglo XVIII. En aquellos años están registrados cinco maestros alfareros de los cuales uno era una mujer; cobraban entre 7 y 10 reales diarios. Estos maestros tenían a su cargo oficiales y aprendices. Se recoge así mismo la existencia de ocho alfares.
A finales del siglo XVIII se estableció una fábrica de loza entrefina dirigida por Gabriel Alonso, considerada como la única que hay en toda la provincia de su clase. En esta fábrica y en fecha de 1786 se trabajaban 12.000 piezas de todos los tamaños.
En la calle de Santa Lucía (barrio de San Juan) se fundó en 1882 la Casa de la Loza, creada por Francisco Fernández (natural de Santoña) a quien le sucedió su yerno Saturnino Mayo. Se fabricaba una loza de calidad para uso doméstico, loza blanca, opaca y sólida con decoración simple. El horno duró hasta 1986 en que el Ayuntamiento de Valladolid dio la orden de derribar toda la manzana de casas donde estaba ubicado.

## Glosario
En la ciudad de Valladolid se utilizaba el siguiente vocabulario relacionado con los alfares y el oficio de alfarero. No es exclusivo de la ciudad, ni son términos originales.
- Alfar: Lugar donde se fabricaban las piezas de barro. A veces era sinónimo de horno.
- Alfarero: Artesanos que hacían los objetos de barro en un alfar. Según datos del Catastro del Marqués de la Ensenada, estaban agrupados en un gremio menor.
- Terreros: Su oficio era sacar la tierra apropiada y trabajarla para obtener un buen barro.
- Maestros terreros: Trajinaban el barro y cobraban en función del gasto de las caballerías con que trabajaban.
- Aprendices pileros: Eran los que amasaban el barro.
- Barreros: Así llamaban a la zona en la que se extrae el barro para trabajarlo.
- Horno: Estructura especialmente diseñada para cocer las piezas de barro.
- Testar: Un testar es el lugar elegido dentro o cerca de la alfarería para verter las piezas rotas o defectuosas.